# Ziauddin Sardar
Ziauddin Sardar (ourdou : ضیاء الدین سردار; né le 31 octobre 1951) est un universitaire anglo-pakistanais, un écrivain primé, un essayiste, un critique culturel et un intellectuel grand public spécialisé dans la pensée musulmane, l'avenir de l'islam, la futurologie et la science et les relations culturelles. 

## Biographie

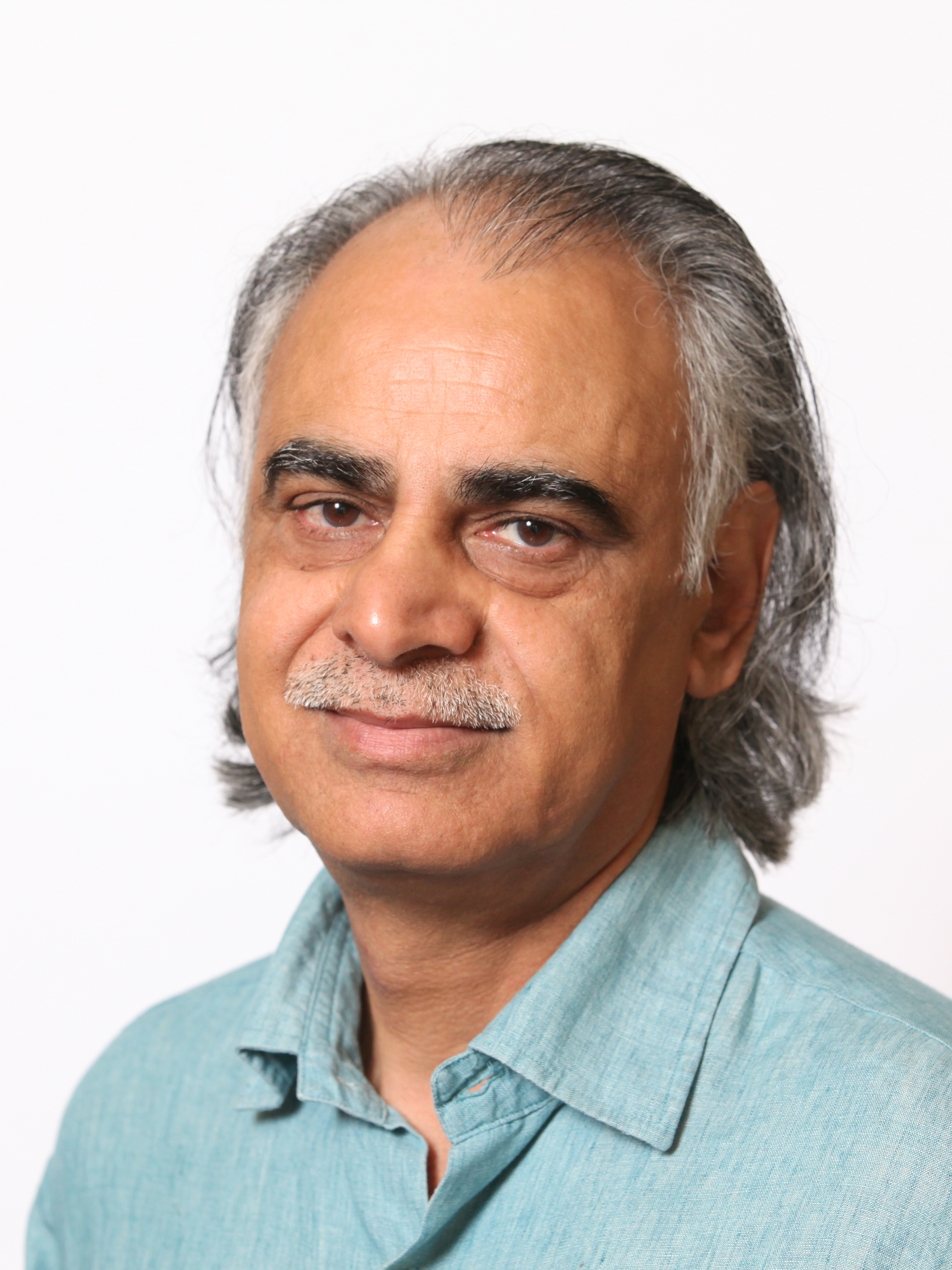
Ziauddin Sardar

Ziauddin Sardar est notamment connu en France à travers son ouvrage Histoire de La Mecque : de la naissance d’Abraham au XXIe siècle.
Auteur de plus de 50 livres, le magazine Prospect l'a désigné comme l'un des 100 plus grands intellectuels de Grande-Bretagne et le journal The Independent l'appelle « le polymathe musulman propre à la Grande-Bretagne. »